# Louggol Garga
Louggol Garga est une localité du Cameroun située dans l'arrondissement de Meri, le département du Diamaré et la région de l’Extrême-Nord. Elle fait partie du canton de Godola.

## Population
En 1974, on distinguait deux villages : Louggol Garga Foulbe qui comptait 23 habitants, des Peuls, et Louggol Garga Guiziga qui en comptait 74, des Guiziga.
Lors du recensement de 2005, on a dénombré 426 personnes à Louggol Garga (ensemble).